# 八尾市立永畑小学校
八尾市立永畑小学校（やおしりつ ながはたしょうがっこう）は、大阪府八尾市にある公立小学校。
従来の八尾市立龍華小学校および八尾市立志紀小学校の校区を再編し、1972年（昭和47年）に開校した。校章には、八尾市の木でもあるイチョウの葉がデザインされている。

## 沿革
出典
- 1970年（昭和45年） - 学校新設が決まる。
- 1972年（昭和47年）
  - 6月30日 - 八尾市立小学校設置条例18号により、校名を八尾市立永畑小学校と決める。
  - 9月1日 - 開校。開校式と第2学期始業式挙行。
  - 10月1日 - 校章制定。
  - 10月9日 - 留守家庭児童会開設。
  - 10月20日 - PTA結成総会。
  - 11月16日 - 植樹作業始まる。
- 1973年（昭和48年）
  - 1月20日 - 運動場整地作業完了し、遊具類設置。
  - 2月27日 - 前庭花壇作り。
- 1974年（昭和49年）
  - 4月1日 - 養護学級開設（現在の支援学級）。
  - 4月20日 - 八尾市教育委員会より同和教育研究の指定を受ける。
  - 5月15日 - 校歌制定。
- 1975年（昭和50年）
  - 4月1日 - 児童増加によりプレハブ2棟増設。
  - 10月31日 - 同和教育研究指定の研究発表。
- 1976年（昭和51年）
  - 8月24日 - 南校舎3階5教室増築竣工。
  - 8月31日 - 教具室完成。
- 1978年（昭和53年）1月10日 - 観察池完成。
- 1979年（昭和54年）
  - 4月2日 - 学校教材園を借受。
  - 8月31日 - 砂場拡張工事完了。
- 1980年（昭和55年）8月20日 - 体育倉庫・石灰倉庫完成。
- 1981年（昭和56年）
  - 5月1日 - プール工事開始。
  - 7月20日 - プール開き。
- 1982年（昭和57年）5月1日 - 防球ネット設置。
- 1985年（昭和60年）4月25日 - 留守家庭児童会の新プレハブ舎完成。
- 1987年（昭和62年）
  - 9月1日 - 運動場スピーカー新設。
  - 12月24日 - 体育館暗幕新調。
- 1991年（平成3年）
  - 8月31日 - 保健室シャワー設置。
  - 10月26日 - 創立20周年全校集合写真撮影。
  - 10月27日 - 創立20周年航空写真撮影。
- 1993年（平成5年）1月23日 - 創立20周年記念式典挙行し、講演会開催。
- 1998年（平成10年）
  - 9月1日 - 新運動場完成。
  - 10月1日 - コンピュータ室設置。
- 2000年（平成12年）10月1日 - 体育館床塗り替え・緞帳補修。
- 2002年（平成14年）
  - 6月3日 - 創立30周年全校集合写真撮影。
  - 6月4日 - 創立30周年航空写真撮影。
  - 9月29日 - 創立30周年記念式典挙行し、運動会開催。
  - 10月8日 - 地域イントラネット設置。
- 2003年（平成15年）4月1日 - 八尾市教育委員会より「学校図書館システムモデル事業」を委嘱。
- 2005年（平成17年）
  - 4月1日 - 給食調理業務の民間委託化。
  - 4月20日 - 八尾市教育委員会より、「確かな学力向上のための学校づくり」推進校の指定を受ける。同日、文部科学省「幼児教育支援センター事業」に指定され、八尾市立永畑幼稚園と幼小連携を実施。
  - 5月30日 - 安全管理のため校門に受付員を配置。
  - 8月31日 - 　給食調理室の改修工事完成。
- 2007年（平成19年）
  - 3月16日 - 放課後児童室「なかよし」が運動場南側に新築移転。
  - 12月15日 - 体育館屋根耐震工事完了。
- 2012年（平成24年）
  - 9月3日 - 創立40周年全校集合写真撮影。
  - 9月6日 - 創立40周年航空写真撮影。
  - 10月7日 - 創立40周年記念運動会開催（PTA優勝旗・準優勝盾寄贈）。
- 2014年（平成26年）11月28日 - 校舎南棟耐震補強工事完了。
- 2016年（平成28年）2月18日 - 校舎北棟耐震補強工事完了。
- 2017年（平成29年）8月9日 - 運動場体育倉庫・石灰倉庫移築。
- 2018年（平成30年）3月5日 - 放課後児童室「なかよし」増築完了。

## 通学区域
- 八尾市 永畑町、相生町、植松町（一部を除く）、南植松町、老原（一部）、東老原（一部）。

卒業生は八尾市立龍華中学校に進学する。

## 出身者
- 清水翔太

## 交通
- JR関西本線（大和路線）八尾駅から、徒歩約740m・約13分。